# Cagliari Calcio 1985-1986
Questa voce raccoglie le informazioni riguardanti il Cagliari Calcio nelle competizioni ufficiali della stagione 1985-1986.

## Stagione
Nella stagione 1985-1986 il Cagliari disputa il campionato di Serie B, con 35 punti ottiene il 15º posto. Inizia la stagione affidato all'allenatore Renzo Ulivieri. Le avvisaglie non sono positive, ed iniziano a non esserlo dal sesto girone di qualificazione della Coppa Italia, giocato prima del campionato, con la squadra sarda che fa da cenerentola nel raggruppamento che promuove ai quarti di finale l'Udinese ed il Milan. Anche il campionato è parco di soddisfazioni, il girone di andata si conclude con il Cagliari penultimo a 15 punti. Il 9 febbraio subisce una pesante sconfitta a Marassi con il Genoa (4-1), viene esonerato il tecnico e viene messo in sella il sardo Gustavo Giagnoni, mancano 16 partite al termine, la squadra sarda è penultima con 16 punti, il Cagliari di Giagnoni si riprende, raccoglie 19 punti e riesce a rimanere in Serie B.
Si tratta di un torneo cadetto caratterizzato da situazioni extra sportive, verso il giro di boa del torneo si inizia a vociferare di un secondo scandalo del calcio-scommesse, che avrà profonde ripercussioni sui verdetti finali, a campionato concluso. Il Cagliari, pure parzialmente coinvolto, si gode il riuscito mantenimento della categoria, che ad un certo punto del torneo era apparso un miraggio. Il L.R. Vicenza che ha ottenuto la promozione, si vede rimandato in Serie B, l'Empoli da quarta viene promossa in Serie A con Ascoli e Brescia, promosse sul campo. Il Perugia che è retrocesso deve ripartire dalla Serie C2, il Palermo penalizzato, dopo il fallimento viene radiato dalla FIGC. Alcune squadre sono colpite da sanzioni disciplinari, con un fardello di penalizzazioni da scontare nel prossimo campionato, tra queste anche il Cagliari, che dovrà scontare 5 punti di penalità nel prossimo torneo cadetto.

## Divise e sponsor

La seconda divisa fasciata usata durante il girone di andata.

Per la quasi totalità del girone d'andata il Cagliari sfoggiò un completo che presentava nella prima divisa una grande "C" sul petto, dettaglio riproposto in piccolo anche sulla seconda divisa.
Dalla penultima giornata del girone d'andata fino a fine stagione, i giocatori sardi indossarono le divise che già erano state utilizzate nei due precedenti campionati, ovvero delle classiche maglie a quarti rossoblu con retro invertito.
| Casa (1ª-17ª) | Trasferta (1ª-17ª) | Casa (18ª-38ª) | Trasferta (18ª-38ª) |

## Organigramma societario
Area direttiva
- Presidente: Fausto Moi poi Gigi Riva
- Segretaria: rag. Antonietta Arpe

Area sanitaria
- Medico sociale: Oreste Murgia
- Massaggiatore: Domenico Duri

Area tecnica
- Allenatore: Renzo Ulivieri, dalla 23ª alla 38ª giornata Gustavo Giagnoni
- Preparatore atletico: prof. Vincenzo Molinas
- Allenatore Primavera: Nené

## Rosa
| N. |                   | Ruolo | Calciatore             |
| -- | ----------------- | ----- | ---------------------- |
|    | Italia (bandiera) | P     | Roberto Dore           |
|    | Italia (bandiera) | P     | Roberto Sorrentino     |
|    | Italia (bandiera) | P     | Pietro Pappalardo      |
|    | Italia (bandiera) | D     | Giacomo Chinellato     |
|    | Italia (bandiera) | D     | Daniele Davin          |
|    | Italia (bandiera) | D     | Gianfranco Giancamilli |
|    | Italia (bandiera) | D     | Marco Marchi           |
|    | Italia (bandiera) | D     | Mauro Valentini        |
|    | Italia (bandiera) | D     | Maurizio Venturi       |
|    | Italia (bandiera) | D     | Viero Vignoli          |
|    | Italia (bandiera) | C     | Stefano Atzeri         |
|    | Italia (bandiera) | C     | Giuseppe Bellini       |

| N. |                   | Ruolo | Calciatore          |
| -- | ----------------- | ----- | ------------------- |
|    | Italia (bandiera) | C     | Roberto Bergamaschi |
|    | Italia (bandiera) | C     | Lucio Bernardini    |
|    | Italia (bandiera) | C     | Pasquale Casale     |
|    | Italia (bandiera) | C     | Vincenzo Marino     |
|    | Italia (bandiera) | C     | Luciano Miani       |
|    | Italia (bandiera) | C     | Giampaolo Montesano |
|    | Italia (bandiera) | C     | Leonardo Occhipinti |
|    | Italia (bandiera) | C     | Ivo Pulga           |
|    | Italia (bandiera) | A     | Marco Branca        |
|    | Italia (bandiera) | A     | Massimiliano Pani   |
|    | Italia (bandiera) | A     | Gianni De Rosa      |
|    | Italia (bandiera) | A     | Luigi Piras         |

## Risultati

### Serie B

#### Girone di andata
| Arbitro: | Sguizzato (Verona) |

|                |           |  |
| G. De Rosa 56’ | Marcatori |  |

| Arbitro: | Testa (Prato) |

|                                         |           |  |
| G. Iachini 22’ Cimmino 30’ Pasinato 90’ | Marcatori |  |

| Arbitro: | Bianciardi (Siena) |

|                |           |  |
| Bernardini 64’ | Marcatori |  |

| Cagliari 29 settembre 1985 4ª giornata | Cagliari        | 0 – 0 | Triestina | Stadio Sant'Elia\| Arbitro: \| Magni (Bergamo) \| |
| Arbitro:                               | Magni (Bergamo) |       |           |                                                   |

| Arbitro: | Cornieti (Forlì) |

|                                   |           |  |
| Rebonato 3’ De Martino 82’ (rig.) | Marcatori |  |

| Arbitro: | Baldi (Roma) |

|  |           |            |
|  | Marcatori | 75’ Annoni |

| Cesena 20 ottobre 1985 7ª giornata | Cesena           | 0 – 0 | Cagliari | Stadio La Fiorita\| Arbitro: \| Baldas (Trieste) \| |
| Arbitro:                           | Baldas (Trieste) |       |          |                                                     |

| Arbitro: | Magni (Bergamo) |

|                                 |           |            |
| Garlini 4’, 16’ (rig.) Caso 13’ | Marcatori | 56’ Branca |

| Arbitro: | Tubertini (Bologna) |

|  |           |                |
|  | Marcatori | 3’ De Stefanis |

| Arbitro: | Vecchiatini (Bologna) |

|           |           |  |
| Russo 58’ | Marcatori |  |

| Arbitro: | Bruschini (Firenze) |

|                |           |                 |
| Bernardini 17’ | Marcatori | 22’ (rig.) Ambu |

| Arbitro: | D'Innocenzo (Roma) |

|              |           |            |
| Sorbello 27’ | Marcatori | 5’ Venturi |

| Arbitro: | Cornieti (Forlì) |

|  |           |              |
|  | Marcatori | 15’ Cascione |

| Arbitro: | Tarallo (Como) |

|            |           |  |
| Branca 30’ | Marcatori |  |

| Arbitro: | Da Pozzo (Monza) |

|  |           |              |
|  | Marcatori | 8’ Montesano |

| Cagliari 22 dicembre 1985 16ª giornata | Cagliari           | 0 – 0 | Arezzo | Stadio Sant'Elia\| Arbitro: \| D'Innocenzo (Roma) \| |
| Arbitro:                               | D'Innocenzo (Roma) |       |        |                                                      |

| Arbitro: | Bruschini (Firenze) |

|                              |           |            |
| Zoratto 54’, 63’ Piovani 57’ | Marcatori | 81’ Casale |

| Arbitro: | Lamorgese (Potenza) |

|                                  |           |  |
| Vertova 6’ (aut.) G. De Rosa 25’ | Marcatori |  |

| Arbitro: | Da Pozzo (Monza) |

|                          |           |  |
| Rondon 32’ Fortunato 44’ | Marcatori |  |

#### Girone di ritorno
| Cremona 26 gennaio 1986 20ª giornata | Cremonese        | 0 – 0 | Cagliari | Stadio Giovanni Zini\| Arbitro: \| Cornieti (Forlì) \| |
| Arbitro:                             | Cornieti (Forlì) |       |          |                                                        |

| Arbitro: | Lanese (Messina) |

|  |           |                          |
|  | Marcatori | 33’ Vincenzi 74’ Barbuti |

| Arbitro: | Vecchiatini (Bologna) |

|                                        |           |                |
| Marulla 15’, 82’ (rig.) Mauti 49’, 84’ | Marcatori | 87’ Bernardini |

| Arbitro: | Pellicanò (Reggio Calabria) |

|                     |           |                    |
| De Falco 87’ (rig.) | Marcatori | 24’, 85’ Montesano |

| Arbitro: | Pairetto (Torino) |

|  |           |            |
|  | Marcatori | 81’ Benini |

| San Benedetto del Tronto 2 marzo 1986 25ª giornata | Sambenedettese | 0 – 0 | Cagliari | Stadio Riviera delle Palme\| Arbitro: \| Cassi (Pisa) \| |
| Arbitro:                                           | Cassi (Pisa)   |       |          |                                                          |

| Arbitro: | Paparesta (Bari) |

|                                 |           |  |
| Piras 11’ (rig.) Bernardini 70’ | Marcatori |  |

| Arbitro: | Tubertini (Bologna) |

|                           |           |  |
| Pulga 27’ Bergamaschi 58’ | Marcatori |  |

| Arbitro: | Luci (Firenze) |

|                        |           |                  |
| De Stefanis 50’ (rig.) | Marcatori | 59’ (rig.) Piras |

| Arbitro: | Da Pozzo (Monza) |

|                                        |           |  |
| Bernardini 26’ Montesano 72’ Piras 81’ | Marcatori |  |

| Arbitro: | D'Innocenzo (Roma) |

|                        |           |                  |
| Crusco 12’ Tacconi 46’ | Marcatori | 43’ (rig.) Piras |

| Arbitro: | Vecchiatini (Bologna) |

|                  |           |  |
| Piras 50’ (rig.) | Marcatori |  |

| Arbitro: | Lombardo (Marsala) |

|                                        |           |  |
| Cascione 8’ Cozzella 29’ Soda 32’, 80’ | Marcatori |  |

| Arbitro: | Frigerio (Milano) |

|                       |           |  |
| Polenta 5’ Borghi 70’ | Marcatori |  |

| Arbitro: | Bianciardi (Bologna) |

|           |           |  |
| Piras 60’ | Marcatori |  |

| Arezzo 25 maggio 1986 35ª giornata | Arezzo            | 0 – 0 | Cagliari | Stadio Comunale\| Arbitro: \| Mattei (Macerata) \| |
| Arbitro:                           | Mattei (Macerata) |       |          |                                                    |

| Arbitro: | Pairetto (Torino) |

|                                 |           |  |
| Piras 45’ (rig.) Bernardini 52’ | Marcatori |  |

| Arbitro: | Longhi (Roma) |

|                          |           |  |
| Vertova 77’ Mazzarri 85’ | Marcatori |  |

| Arbitro: | Coppetelli (Tivoli) |

|           |           |  |
| Piras 76’ | Marcatori |  |

### Coppa Italia

#### Primo turno
| Reggio Emilia 21 agosto 1985 1ª giornata | Reggiana            | 0 – 0 | Cagliari | Stadio Mirabello\| Arbitro: \| Amendolia (Messina) \| |
| Arbitro:                                 | Amendolia (Messina) |       |          |                                                       |

| Arbitro: | D'Elia (Salerno) |

|  |           |            |
|  | Marcatori | 4’ Hateley |

| Arbitro: | Gava (Conegliano) |

|                               |           |  |
| Mangoni 18’, 48’ S. Butti 66’ | Marcatori |  |

| Arbitro: | Bianciardi (Siena) |

|            |           |                               |
| Casale 31’ | Marcatori | 43’ Chierico 55’ A. Carnevale |

| Cagliari 4 settembre 5ª giornata | Cagliari     | 0 – 0 | Genoa | Stadio Sant'Elia\| Arbitro: \| Baldi (Roma) \| |
| Arbitro:                         | Baldi (Roma) |       |       |                                                |